# Bernarda Toro
Bernarda Toro Pelegrín (Jiguaní, 20 de agosto de 1852-La Habana, 29 de noviembre de 1911) fue una mambisa cubana esposa del mayor general Máximo Gómez Báez.

## Biografía
Era hija de Margarita Pelegrín Acosta y Francisco del Toro Molina, quienes tuvieron 14 hijos. Fue la undécima hija.
En 1868, vivía su familia en Charco Redondo, en una finca de su propiedad. Ya había muerto el padre. Ante el inicio de la Guerra de los Diez Años, la familia de esta distinguida cubana recogieron sus prendas, prendieron fuego a la propiedad y partieron al monte.

### Matrimonio e hijos
Fue por la época de la toma de Jiguaní cuando el general Gómez conoció a Bernarda Toro, a quien cariñosamente apoda Manana. Ella vivía a la sazón en un rancho o campamento cuidado por sus propios hermanos. En marzo de 1870, retorna el general Gómez a aquella zona de Jiguaní para proceder a su invasión. Entre marzo y junio de 1870, se debió haber realizado el matrimonio de Gómez y Manana ante el Prefecto cubano, y teniendo como testigos al Marqués de Santa Lucía y Fernando Figueredo Socarrás. Él tiene 34 años de edad; ella 18. El matrimonio tuvo 9 hijos.

### Al servicio de la causa independentista
La muerte del mayor general Ignacio Agramonte trasladó nuevamente al mayor general Máximo Gómez de la jefatura del Distrito Cuba a la del Departamento del Centro. El 9 de julio de 1873 ya estaba en su nuevo destino. Se inicia entonces la campaña camagüeyana. Tras él irá la esposa con su hija pequeña. El 4 de enero de 1875 el mayor general Máximo Gómez cruza la trocha de Júcaro a Morón. El 14 de julio de ese mismo año, acompañada por el propio general Gómez, que había retornado a Camagüey, entre otras cosas a recogerla, cruza Bernarda Toro, con su hija, la Trocha, para seguir a las Villas al glorioso marido.
Bernarda se instala en un rancho junto al arroyo Toro, donde nace su hijo Francisco el 11 de marzo de 1876. El 8 de diciembre de 1877, nace su segundo hijo varón y el tercero en orden cronológico, desde luego, descontando los dos que ya habían muerto. Gómez decide enviar a la valerosa jiguanense a un puerto para que se embarquen para la Jamaica inglesa. El 21 de diciembre, se separan. En enero, ya están en Kingston.

### La dignidad es más valiosa que 24 onzas de oro
El 23 de enero de 1878, apenas desembarcada en Kingston, la señora del general Gómez se presenta en el consulado de España y entrega las veinticuatro onzas oro, pidiéndole al cónsul que las remita al brigadier español Acosta, quien se las había dado en calidad de préstamos.

### Dolor y pena debieran llamarse estas páginas
Ha viajado por varios países, tras las huellas de Gómez, donde se ha enfermado y donde han venido al mundo varios de sus hijos, entre ellos, Francisco Gómez Toro, más conocido como Panchito.
A mediados de 1896, Manana realizaría un nuevo sacrificio: ya había tenido bastante con resignarse a dejar partir a Panchito Gómez Toro en la embarcación comandada por Juan Rius Rivera. Y se decide a aprender a torcer cigarros, por si la necesidad le demanda ese nuevo sacrificio. Tomás Estrada Palma ordena que se le entreguen quinientos pesos oro, pero ella se niega a recibirlos, y costó mucho trabajo al delegado poder convencerla de que los aceptara. Pero rechaza la pensión que se le ofrece.

Las que hemos dado todo a la patria: padre, esposo, hijos... apenas si tenemos tiempo para ocuparnos de las necesidades materiales de la existencia. Aún me queda mi hijo Maximito, de diecisiete años, que labrando la tierra me trae pan bastante blanco con que satisfacer las necesidades de la vida: aún nos queda con que contribuir mensualmente a la redención de la patria y no debe gastarse en pan lo que hace falta para pólvora […]

Un dardo aun más doloroso se le clavaría en el pecho a fines de ese año de 1896: su hijo Francisco, aquel que animoso y entusiasta la abandonara unos meses antes para dirigirse a Cuba, había caído gloriosamente en Punta Brava, junto al mayor general Antonio Maceo. Regresó a Cuba tras el fin de la Guerra hispano-cubano-estadounidense.

### Fallecimiento
También sufrió la pérdida de su compañero el 17 de junio de 1905. Sobreviviría seis años: el 29 de noviembre de 1911 a los 59 años, falleció en La Habana. Al igual que Rosa Castellanos, es una de las cubanas que se ha ganado un puesto en la historia cubana.